# توماس لونغمان
توماس لونغمان (1699 - 18 يونيو 1755م) (بالإنجليزية: Thomas Longman)‏ ناشر إنجليزي، أسس دار نشر لونغمان. (فارنبورو هيل)